# Sofie Skoog
Sofie Skoog (Hagfors, 7 de junio de 1990) es una atleta sueca especializada en salto de altura.

## Carrera
Pese a haber participado en la Universiada de 2013, celebrada en Kazán (Rusia) y donde quedó en noveno puesto, Skoog era desconocida para el público general hasta que se reveló en 2015 como una deportista en creces, cuando participó en el Campeonato Europeo de Atletismo en Pista Cubierta de Praga, pese a no conseguir un buen puesto en la clasificación general. Posteriormente debutaría en su primer Campeonato Mundial de Atletismo, en Pekín, donde quedó en decimocuarto lugar, consiguiendo un salto de 1,89 metros.
En 2016 la deportista debutó en la Liga Diamante participando en dos eventos: en la ExxonMobile Bislett Games de Oslo, donde consiguió la medalla de plata con un salto de 1,85 metros, y en la prueba sueca de la Bauhaus-Galan, donde acabó quinta con una marca de 1,86 metros. Junto a otras pruebas, Skoog quedó tercera en la general global de la prueba de ese año. Más adelante, viajaría a Estados Unidos para participar en el Campeonato Mundial de Atletismo en Pista Cubierta de Portland, donde acabó quinta. Le seguiría la prueba del Campeonato Europeo de Atletismo, con un noveno puesto, y los Juegos Olímpicos de Río de Janeiro, donde acabaría en séptimo lugar, obteniendo primero su mejor marca personal en la clasificación (1,94 metros) y un séptimo puesto con una marca posterior de 1,93 metros.
En 2017 se alzaría con la medalla de oro en la Primera Liga del Campeonato Europeo de Atletismo por Equipos celebrado en Vaasa (Finlandia), con un salto de 1,90 metros. Después, en el Campeonato Europeo de Atletismo en Pista Cubierta de Belgrado (Serbia), llegaría a ser novena con 1,86 metros. Su última prueba destacable ese año tendría lugar en la cita londinense del Campeonato Mundial de Atletismo, donde no superó la fase clasificatoria, quedando en decimoctavo puesto.
Para 2018, repetía cita en tierra británica, ahora en Birmingham, con el Campeonato Mundial de Atletismo en Pista Cubierta, donde fue la décima mejor atleta, con un salto de 1,84 metros. Con un sexto puesto en la Bauhaus-Galan de la Liga Diamante, terminaría el año con el Campeonato Europeo de Atletismo de Berlín, con un decimosexto puesto y un salto de 1,86 metros.
En 2019, en el Campeonato Europeo de Atletismo en Pista Cubierta de Glasgow quedaría en decimocuarto lugar en la clasificación. Repetiría participación en la Liga Diamante - Bauhaus-Galan, donde sería quinta. Para 2020, con muchas competiciones paralizadas o suspendidas por la crisis del coronavirus, destacó por la participación en una nueva edición de la Liga Diamante, con las pruebas sueca (séptimo puesto y marca de 1,84 metros) y la belga del Memorial Van Damme, donde volvió al podio con una medalla de plata por un salto de 1,88 metros.

## Resultados

### Por temporada
| Representando a Suecia | Representando a Suecia                                     | Representando a Suecia | Representando a Suecia | Representando a Suecia | Representando a Suecia |
| ---------------------- | ---------------------------------------------------------- | ---------------------- | ---------------------- | ---------------------- | ---------------------- |
| Año                    | Competición                                                | Lugar                  | Puesto                 | Marca                  |                        |
| 2013                   | Universiada                                                | Kazán                  | 9.ª                    | 1,84 m.                |                        |
| 2015                   | Campeonato Europeo de Atletismo en Pista Cubierta          | Praga                  | 16.ª (q)               | 1,87 m.                |                        |
| 2015                   | Campeonato Mundial de Atletismo                            | Pekín                  | 14.ª (q)               | 1,89 m.                |                        |
| 2016                   | Liga Diamante - ExxonMobile Bislett Games                  | Oslo                   | 2.ª                    | 1,85 m.                |                        |
| 2016                   | Liga Diamante - Bauhaus-Galan                              | Estocolmo              | 5.ª                    | 1,86 m.                |                        |
| 2016                   | Campeonato Mundial de Atletismo en Pista Cubierta          | Portland               | 5.ª                    | 1,93 m.                |                        |
| 2016                   | Campeonato Europeo de Atletismo                            | Ámsterdam              | 9.ª                    | 1,89 m.                |                        |
| 2016                   | Juegos Olímpicos                                           | Río de Janeiro         | 7.ª                    | 1,93 m.                |                        |
| 2017                   | Campeonato Europeo de Atletismo por Equipos - Primera Liga | Vaasa                  | 1.ª                    | 1,90 m.                |                        |
| 2017                   | Campeonato Europeo de Atletismo en Pista Cubierta          | Belgrado               | 9.ª                    | 1,86 m.                |                        |
| 2017                   | Campeonato Mundial de Atletismo                            | Londres                | 18.ª (q)               | 1,89 m.                |                        |
| 2018                   | Campeonato Mundial de Atletismo en Pista Cubierta          | Birmingham             | 10.ª                   | 1,84 m.                |                        |
| 2018                   | Liga Diamante - Bauhaus-Galan                              | Estocolmo              | 6.ª                    | 1,90 m.                |                        |
| 2018                   | Campeonato Europeo de Atletismo                            | Berlín                 | 16.ª (q)               | 1,86 m.                |                        |
| 2019                   | Campeonato Europeo de Atletismo en Pista Cubierta          | Glasgow                | 14.ª (q)               | 1,89 m.                |                        |
| 2019                   | Liga Diamante - Bauhaus-Galan                              | Estocolmo              | 5.ª                    | 1,83 m.                |                        |
| 2020                   | Liga Diamante - Bauhaus-Galan                              | Estocolmo              | 7.ª                    | 1,84 m.                |                        |
| 2020                   | Liga Diamante - Memorial Van Damme                         | Bruselas               | 3.ª                    | 1,88 m.                |                        |

### Mejores marcas
| Disciplina                       | Marca    | Lugar          | Fecha                 |
| -------------------------------- | -------- | -------------- | --------------------- |
| Salto de altura (pista cubierta) | 1,94 m.  | Växjö          | 13 de febrero de 2016 |
| Salto de altura (exterior)       | 1,94 m.  | Río de Janeiro | 18 de agosto de 2016  |
| Triple salto (exterior)          | 11,05 m. | Gotemburgo     | 20 de junio de 2012   |